# 斯洛博齊亞布拉杜盧伊鄉
45°30′N 27°03′E / 45.500°N 27.050°E
斯洛博齊亞布拉杜盧伊鄉（羅馬尼亞語：Comuna Slobozia Bradului, Vrancea），是羅馬尼亞的鄉份，位於該國東部，由弗朗恰縣負責管轄，面積29平方公里，海拔高度189米，2002年人口5,767，人口密度每平方公里199人。